# 西莫沙酮
西莫沙酮（INN：cimoxatone；开发代号：MD 780515）是一种可逆性A型单胺氧化酶抑制剂。当它与酪胺联合使用时，会产生显著的食物相互作用相关的不良反应。

## 合成

合成：专利：